# Невьянская волость (Екатеринбургский уезд)
Невья́нская во́лость — административно-территориальная единица в Екатеринбургском уезде Пермской губернии Российской империи и недолго Екатеринбургской губернии РСФСР. Волостное и единственное селение — Невьянский завод.

## География
Невьянская волость располагалась в северо-западной части Екатеринбургского уезда, к востоку от губернского города Перми и в 86 вёрстах к северо-западу от уездного города Екатеринбурга. Волость включала лишь один населённый пункт — завод Невьянский.
На севере Невьянская волость граничила с волостями Верхотурского уезда. Также она граничила с другими волостями Екатеринбургского уезда:
- на северо-востоке и востоке — с Быньговской,
- на юге — с Шуралинской,
- на юго-западе и западе — с Верхне-Тагильской.

## Население
Население Невьянского завода (Невьянска) и соответствующей ему Невьянской волости состояло в основном из бывших государственных крестьян и горнозаводских мастеровых. Изначально волость включала четыре сельских общества: Московское, Тульское, Нагорное и Невьянское. В дальнейшем они были объединены в единое Невьянское общество. Волость заселял русский народ, по вероисповеданию — православные и старообрядцы.
| Год  | Сельские общества                          | Число дворов | Население | Численность мужчин | Численность женщин |
| ---- | ------------------------------------------ | ------------ | --------- | ------------------ | ------------------ |
| 1897 | Московское, Тульское, Нагорное, Невьянское | 2860         | 16159     | 7780               | 8379               |
| 1904 | Московское, Тульское, Нагорное, Невьянское | 2587         | 14341     | 7100               | 7241               |
| 1908 | Невьянское                                 | 2778         | 17195     | 8549               | 8646               |

## История
15 июля 1919 года из восточной части Пермской губернии выделена новая Екатеринбургская губерния, куда вошёл и Екатеринбургский уезд вместе с Невьянской волостью.
Постановлением губернского ревкома от 9 сентября 1919 года завод (посёлок) Невьянский преобразован в безуездный город Невьянск, в связи с чем волость прекратила своё существование.